# بلر اوانز
بلر اوانز (به انگلیسی: Blair Evans) (زادهٔ ۳ آوریل ۱۹۹۱) شناگر اهل استرالیا است.